# Мекилл, Чарльз Хэвиленд
Чарльз Хэвиленд Мекилл (англ. Charles Haviland Mekeel; 1 декабря 1861 — 13 октября 1921) из Сент-Луиса, штат Миссури, — известный американский филателистический дилер и редактор. Он сыграл заметную роль в находке почтмейстерских провизориев Сент-Луиса в 1895 году, которая решила проблемы, связанные с их подлинностью.

## Филателистическая литература
Помимо торговли почтовыми марками, Мекилл редактировал несколько филателистических журналов, в том числе «The Stamp Collectors' Bureau» (1891); «Philatelic Journal of America» (1885), который в конечном итоге изменил свое название на «Mekeel’s Stamp Collector»; «Mekeel’s Drummer» (1900—1901); «Mekeel’s News and Trade Journal» (1905—1912); а также ежедневный филателистический бюллетень «The Daily Stamp News», который издавался менее года в 1896 году.
«Weekly Stamp News» Мекилла — издание, благодаря которому его больше всего помнят. Он начал издавать этот еженедельник в январе 1891 года и продолжал редактировать и издавать его до 1897 года, когда продал его своему брату Айзеку, продолжавшему издавать журнал до 1940-х годов. (Теперь он известен как «Mekeel’s & Stamps Magazine», издается Джоном Данном и редактируется Джоном Лешаком)

## Интересы в коллекционировании
Мекилл коллекционировал почтовые марки Мексики и написал «Каталог почтовых марок Мексики» (The Mexican Postal Stamp Catalog) в 1890 году и «Почтовые марки Мексики» (The Postage Stamps of Mexico) в 1911 году. С 1892 года по 1895 год он издавал в Сент-Луисе филателистический журнал на испанском языке под названием «La Revista Filatelica».

## Сент-Луисские медведи

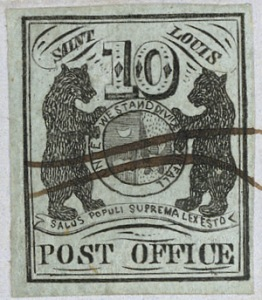
Почтмейстерский провизорий, Сент-Луис, 1845 г.

Мекилл принимал участие в изучении и аутентификации найденных в 1895 году почтмейстерских провизориев Сент-Луиса, которые подтвердили платинг этих провизориев и подлинность марки номиналом 20 центов. Основываясь на проведенном им исследовании провизориев, Мекилл написал «Историю почтовых марок почтмейстера Сент-Луиса, 1845—1847» (The History of the Postage Stamps of the St. Louis Postmaster, 1845—1847) в 1895 году. 

## Почести и награды
Мекилл был принят в Зал славы Американского филателистического общества в 1972 году.